# Nachal Mišmar
Nachal Mišmar (hebrejsky נחל משמר) je vádí na Západním břehu Jordánu a v jižním Izraeli, v Judské poušti.
Začíná na Západním břehu Jordánu v nadmořské výšce okolo 450 metrů, v neosídlené pouštní krajině na svazích hory Har Cholek. Směřuje pak k jihovýchodu a vstupuje na území Izraele v jeho mezinárodně uznávaných hranicích. Ze severu míjí horu Har Rivaj. Pak se prudce zařezává do okolního terénu a klesá do příkopové propadliny Mrtvého moře. V této lokalitě byl v zdejší jeskyni nalezen poklad s četnými rituálními předměty z chalkolitu. Předměty nyní vystavuje Izraelské muzeum. Podle některých teorií mohlo jít o záložní úložiště propojené s tehdejším osídlením v prostoru nedalekého Ejn Gedi. Vádí zde vytváří vysoký vodopád. Je turisticky využíváno. Vede poté plochou krajinou napříč dnem údolí, podchází dálnici číslo 90 (v době dešťů bývá tato komunikace opakovaně zaplavována) a ústí do Mrtvého moře cca 7 kilometrů jižně od vesnice Ejn Gedi.